# Padmanabh
Padmanabh (také Terong Tower) je hora vysoká 7 030 m n. m. nacházející se v pohoří Karákóram v Indickém státě Džammú a Kašmír.

## Prvovýstup
Vrchol Padmanabh leží ve sporné oblasti konfliktu o ledovec Siačen a je kvůli tomu těžko dostupný pro horolezce. Hora byla poprvé vylezena jižním hřebenem 25. června 2002 dvěma Japonci (Hiroši Sakai a Jasuši Tanahaši), kteří byli účastníky indicko-japonské expedice.